# Frede Vestergaard
Frede Vestergaard (født 1942) er en dansk journalist med tilknytning til Weekendavisen.
Han er uddannet cand.polit. og skriver blandt andet om energi og miljø.
Fra tid til anden har Vestergaard bidraget med artikler til tidsskriftet Udenrigs.